# Tropidoderus prasina
Tropidoderus prasina är en insektsart som först beskrevs av Sjostedt 1918.  Tropidoderus prasina ingår i släktet Tropidoderus och familjen Phasmatidae. Inga underarter finns listade i Catalogue of Life.